# Dívčí kámen
Dívčí kámen (případně jen Dívčí, též Maidstein, Menštein nebo Maldštajn) je zřícenina gotického hradu u městečka Křemže v okrese Český Krumlov. Stojí v nadmořské výšce 470 m na skalnatém vrchu ze tří stran obtékaném Křemžským potokem u jeho soutoku s Vltavou. Místo, na kterém hrad stojí, bylo osídleno již v pravěku. Zřícenina je chráněna jako kulturní památka a jeho okolí je od roku 1952 součástí stejnojmenné přírodní rezervace.

## Pravěké osídlení

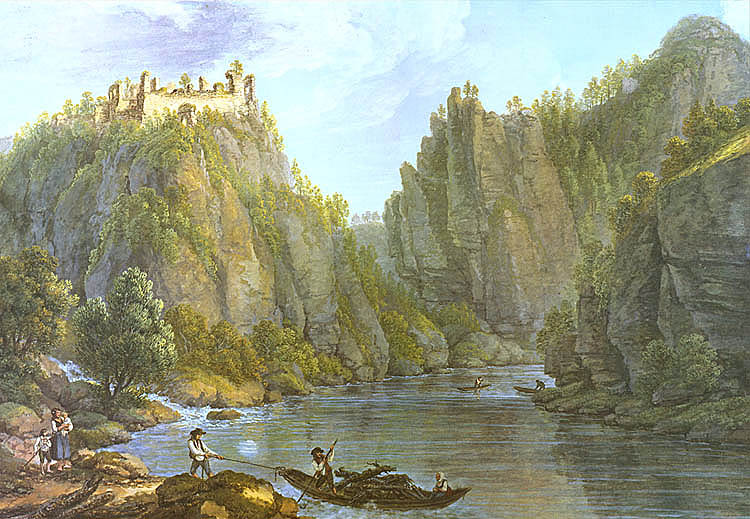
Ferdinad Runk: Dívčí kámen na počátku 19. století

Ostroh byl osídlen od eneolitu. Ve starší době bronzové zde stálo opevněné hradiště únětické kultury. Později bylo na několik století opuštěno a k novému osídlení došlo až v době halštatské a laténské.
V letech 1962–1975 zde probíhal archeologický výzkum Josefa Poláčka z Jihočeského muzea zaměřený na zjištění struktury opevnění, osídlení a průběh předpokládané přístupové cesty. V terénní vlně bývalého pravěkého valu bylo zjištěno kamenné jádro tvořené nasucho kladenými kameny. Dále byla zjištěna koncentrace materiálu v místě předpokládané brány v severovýchodní části ostrohu a seskupení kamenů u vnějšího obvodu valu, snad zbytků podezdívek chat.
Na lokalitě je množstvím nalezených tyglíků a zbytkem hřivny a strusky doloženo kovolitectví, sklad surové tuhy, několik drobných bronzových předmětů, štípaná industrie a dva již dříve (1946, 1960) objevené depoty s bronzovými sekerkami, bronzovým náramkem dokládajícím kontakty se straubinskou kulturou, další dva náramky a džbánek s 250 jantarovými korálky. Výroba keramiky na lokalitě nebyla doložena. 
Typologický rozbor nalezené keramiky zařazuje trvání hradiště od počátku starší doby bronzové do úněticko-věteřovské fáze. V období nástupu mohylových kultur hradiště náhle zaniklo.

## Historie
V roce 1349 vydal král Karel IV. listinu, v níž povolil stavbu hradu bratrům Joštovi, Petrovi, Janovi a Oldřichovi z Rožmberka. Stavba hradu poté proběhla v dalším desetiletí. Prokazatelně hrad stál v roce 1383, kdy je uváděn pod německým názvem Maidstein. O rok později zastával funkci purkrabího Jindřich Kocovec ze Svržna. Oldřichův syn Jindřich III. z Rožmberka byl významným členem panské jednoty a roku 1394 na Maidštejně věznil zajatého krále Václava IV. Purkrabím byl v letech 1394–1403 Vojtěch z Kraselova. Jindřich zemřel v roce 1412 a novým majitelem hradu se stal Oldřich II. z Rožmberka, který hrad na počátku husitských válek postoupil Vilémovi z Potštejna. V roce 1420 byl hrad obležen vojskem Jana Žižky, které pobořilo podhradní městečko, ale samotný hrad odolal.[zdroj?]

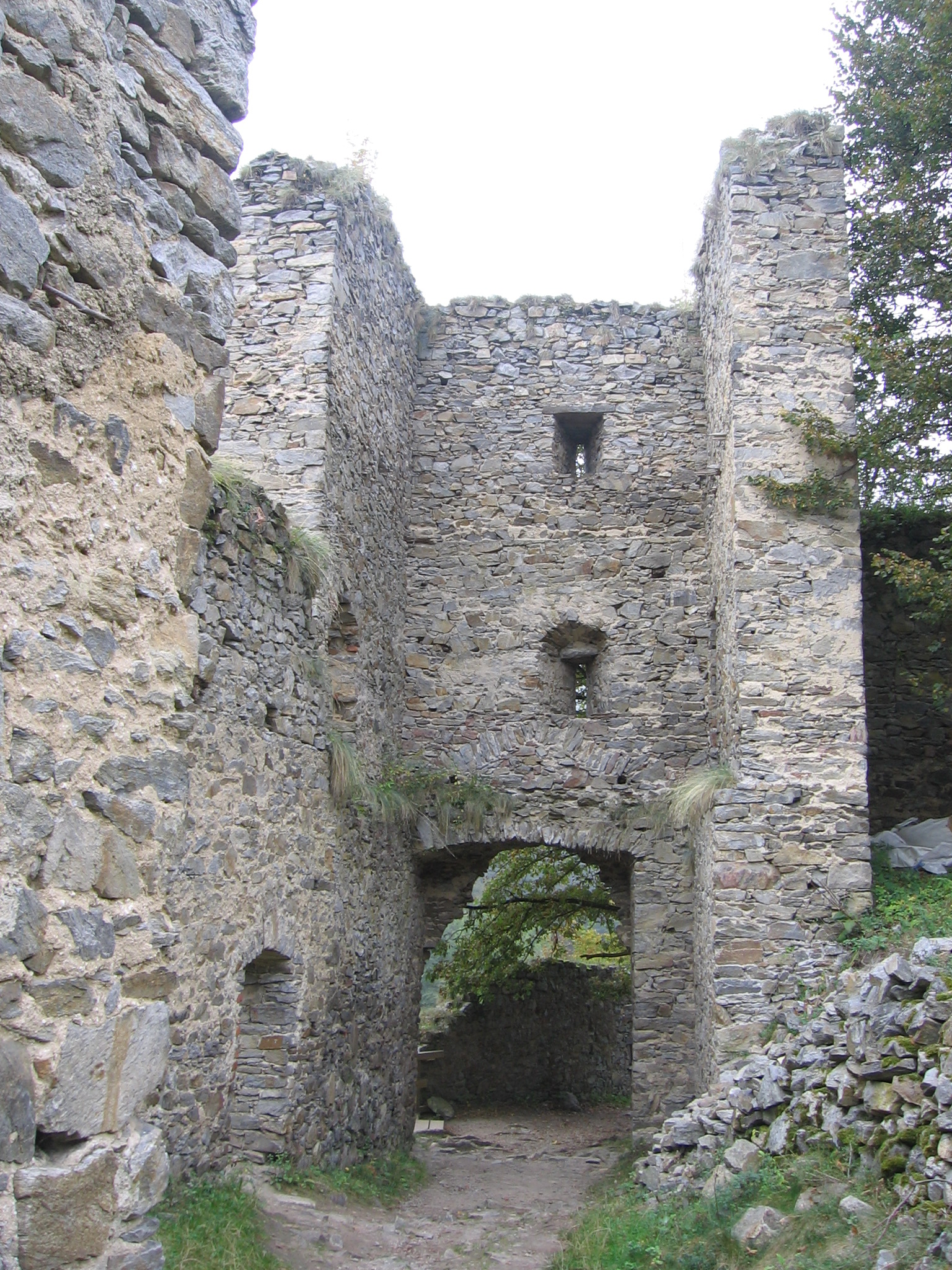
Třetí brána

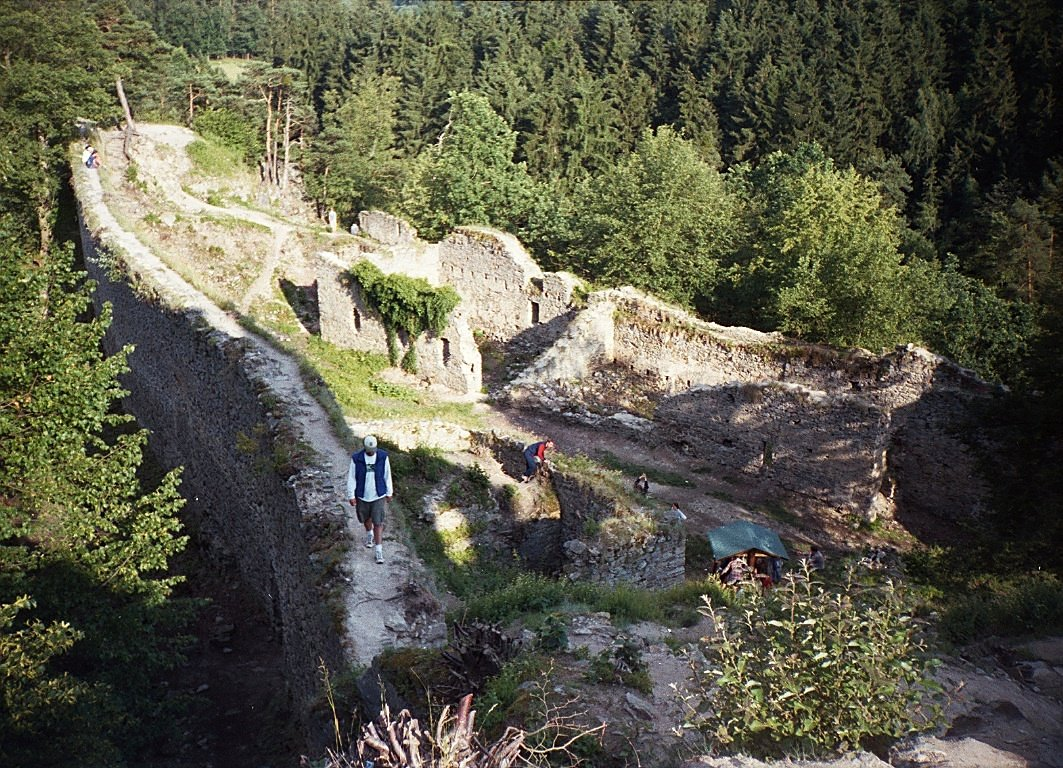
Předhradí

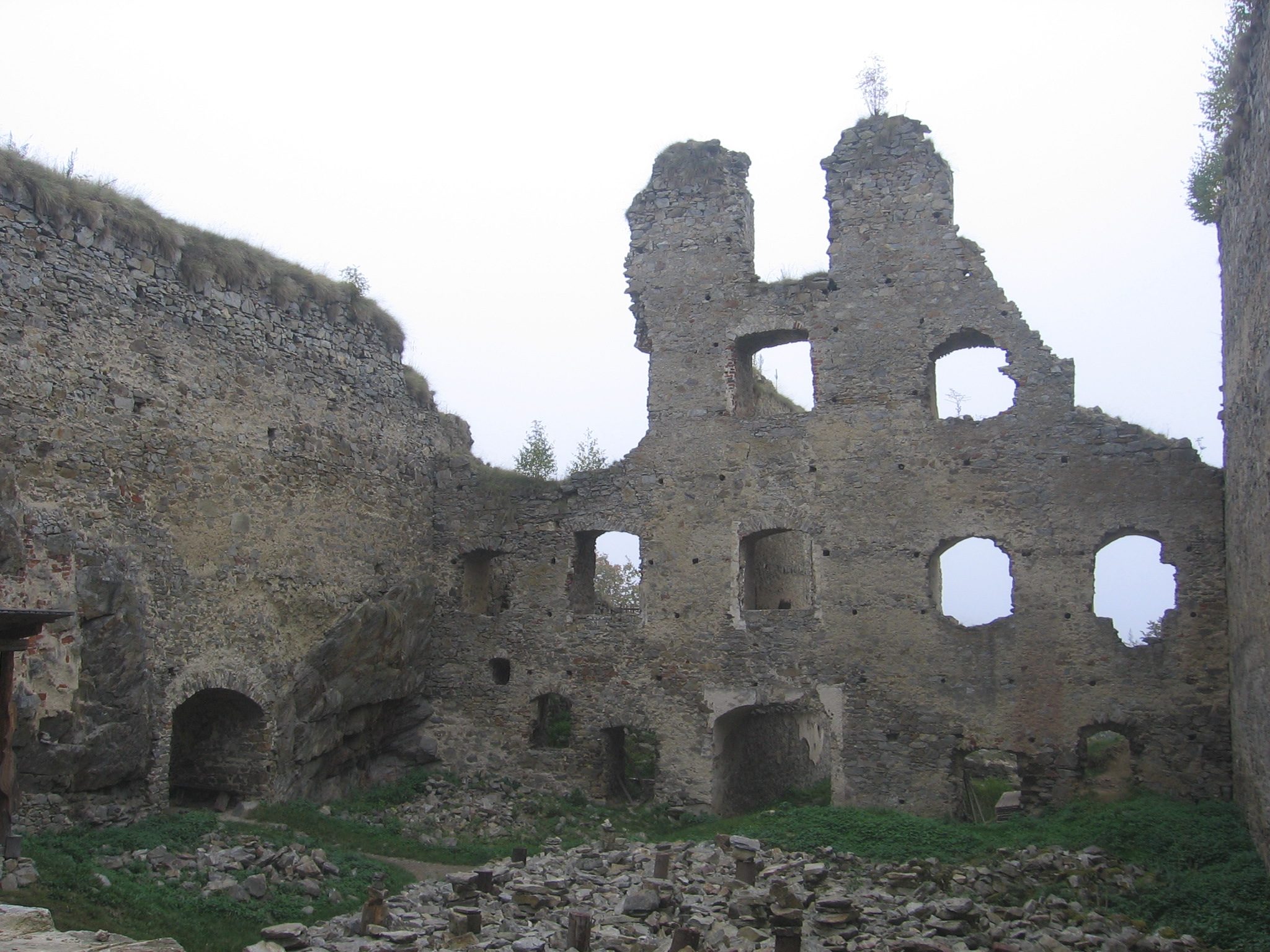
Nádvorní strana východního paláce

Roku 1426 se hrad vrátil zpět do rukou Oldřicha z Rožmberka, který z něj v posledních letech života učinil své sídlo. Když zemřel, připadl hrad jeho synovi Janovi z Rožmberka. V neklidných dobách druhé poloviny patnáctého století byla posílena hradní posádka, které velel purkrabí Kunaš z Machovic. Na hradě v té době (1470) bylo 24 střelců a inventář zásob uvádí 21 kulek do tarasnice, kopu kulek do píšťal, třicet kop šípů, dva sudy střelišť, deset pavéz, tři soudky prachu, patnáct píšťal, dvě měděné tarasnice a jednu houfnici. Po Janovi hrad zdědil Petr z Rožmberka, který v roce 1506 na hradě provedl poslední opravy, ale nadále ho již neudržoval a v roce 1541 se hrad připomíná jako pustý.

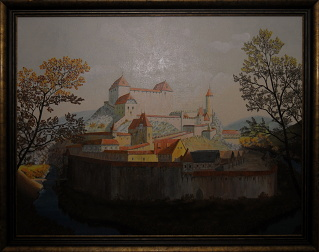
Umělecká rekonstrukce podoby hradu

Zhruba od 18. století zříceninu hradu vlastnila hlubocko-krumlovská větev Schwarzenbergů. V roce 1936 ji Adolf Schwarzenberg jako správce rodového majetku pronajal pro užívání odboru Klubu československých turistů v Českých Budějovicích. V roce 1947 byla zřícenina jako součást lesních pozemků znárodněna na základě zákona Lex Schwarzenberg. V roce 1951 zde byla vyhlášena přírodní rezervace. V průběhu 20. století se místo stalo cílem trampů. V roce 2005 byla zřícenina převedena ze správy Lesů České republiky do vlastnictví městyse Křemže, který ji dal k dispozici pro podnikatelskou činnost. Do té doby volně přístupná památka pro širokou veřejnost byla zpoplatněna a ze strany provozní firmy Dívčí hrady bylo zakázáno i volné noční táboření. V roce 2023 uspořádala firma neúspěšnou crowdfundingovou sbírku na úpravy hradu.

## Stavební podoba
Hrad byl tvořen složitým komplexem pohodlného dvoupalácového jádra, hospodářského předhradí, rozsáhlého vnějšího opevnění a latránu na úpatí kopce.
Nejvyšší část hradu zaujalo obdélné hradní jádro tvořené dvěma paláci, které mezi sebou svíraly hradbami uzavřené nádvoří. Vstupovalo se do něj klenutým průjezdem ve středu východního paláce. Obě budovy byly třípatrové a v každém patře byly tři místnosti s plochým stropem. Osvětlovala je velká okna, ale ta byla kromě třetího patra z obranných důvodů obrácena jen do nádvoří. Na nádvorní straně třetího patra západního paláce byla malá arkýřová kaple s žebrovou klenbou. S výjimkou vstupní strany obíhal hradní jádro parkán. Podobně řešené hradní jádro použili Rožmberkové na Helfenburku.
Pod jádrem se nacházelo přibližně trojúhelníkové předhradí s okrouhlou věží na skále ve východním cípu. Přístup umožňovala opevněná cesta chráněné dvěma branami, z nichž první byla věžová. Třetí, taktéž věžovou branou, se vstupovalo do předhradí. První brána byla navíc hradbou spojena s parkánovou zdí okolo hradního jádra. Na toto opevnění navazovala také hradba latránu, která obíhala celé návrší s hradem. Samotná zeď se z velké části dochovala, ale podobu městečka neznáme.
V období přibližně od konce husitských válek do poloviny patnáctého století bylo nutné posílit obranný systém hradu tak, aby mohl lépe odolávat případné palbě dělostřelectva. Na severní straně parkánu proto vznikly dvě obdélné dělostřelecké bašty a třetí byla postavena na jihu pod věží třetí brány. Pravděpodobně se jedná o jeden z nejstarších pokusů o zajištění účinné obrany před dělostřelbou. Podobným způsobem byly zajištěny další rožmberské hrady: Choustník a Zvíkov.

## Turistika
Hrad patří městysu Křemže a po zaplacení vstupného je přístupný celoročně v době denního světla. Okolo hradu vede červeně značená turistická trasa z Boršova nad Vltavou do Zlaté Koruny a žlutě značená trasa k železniční zastávce v Holubově. Z větší části podél turistického značení pro pěší je značena také cyklotrasa č. 1127 ze Zlaté Koruny do Holubova.
V blízkém okolí lze navštívit například klášter ve Zlaté Koruně, keltské oppidum Třísov, přírodní rezervaci Holubovské hadce nebo nejvyšší horu Blanského lesa Kleť.

## Pověsti a jméno hradu
Existuje pověst, podle které nechal hrad založit Jošt z Rožmberka pro svých pět dcer, z čehož má pocházet jméno hradu. Toto vysvětlení označil Antonín Bašta za naivní:
| „                     | Z tak malicherných důvodů hrady se nestavěly. V listině, kterou Karel IV. 1. 7. 1349 v Mohuči povolení dal ku stavbě hradu, jmenuje se místo budoucího hradiště „Dívčím Kamenem“ (Diebczhi kamen). | “ |
| — Antonín Bašta, 1909 | |   |

Dále uvádí, že označení je staršího původu než samotný hrad a pochází spíše z doby, kdy byla skála využívána jako vyhlídka („dívati se“) pro hradiště u Třísova.